# Carnaval no Fogo
Carnaval no Fogo é um filme brasileiro de 1949, dos gêneros musical e comédia chanchada, dirigido por Watson Macedo.

## Sinopse
Bandidos internacionais se hospedam em luxuoso hotel do Rio de Janeiro para realizar um grande golpe no assalto a turistas. Porém eles terão sérios problemas com os atrapalhados funcionários do hotel.

## Elenco
- Oscarito... Serafim
- Grande Otelo... Anselmo
- Modesto de Souza
- Eliana Macedo... Marina
- Anselmo Duarte... Ricardo
- Adelaide Chiozzo
- Rocyr Silveira
- Jece Valadão
- Marion
- Geraldo Gamboa
- Francisco Dantas
- Navarro de Andrade
- Wilson Grey
- José Lewgoy... Anjo
- Dircinha Batista
- Arlindo Borges
- Cuquita Carballo
- Francisco Carlos
- Nilo Xavier da Mota
- César de Alencar
- Raimundo Evandro
- Júlio Fabry
- Jaime Ferreira
- Regina Flores
- Ítala Fortuna
- Tony França
- Jorge Goulart
- Virgínia Lane
- Danúbio Barbosa Lima
- Bené Nunes
- Artur Oliveira
- Elvira Pagã
- Teresinha Pontes
- Márcia Real
- Ruy Rey
- Juliana Yanakiewa

## Curiosidades
- Durante as filmagens uma grande tragédia marcou a vida de Grande Otelo: sua mulher matou o filho do casal, de seis anos de idade, com um tiro na cabeça, e se suicidou em seguida. Abalado, Otelo só assistiria o filme 30 anos mais tarde.
- O crítico cinematográfico Long-Shot do jornal A Manhã deu ao filme nota 3, numa escala de 1 a 5, com esta justificativa: "Entretenimento para os admiradores do gênero merece, como filme brasileiro, os três pontos ao lado".[1]
- Antônio Moniz Vianna em sua crítica no Correio da Manhã descreveu o filme como “(…) a coisa mais idiota que o cinema nacional já produziu. (…)”[2]
- O filme marcou a estreia de Jece Valadão, Wilson Grey e José Lewgoy no cinema brasileiro.